# التعذيب الإسرائيلي في الأراضي المحتلة
ويشير التعذيب الإسرائيلي في الأراضي المحتلة إلى استخدام التعذيب والممارسات المهينة المنهجية ضد الفلسطينيين الذين تحتجزهم القوات الإسرائيلية في كل من الضفة الغربية وقطاع غزة. هذه الممارسة، التي كانت روتينية لعقود من الزمن، راجعتها في النهاية المحكمة العليا الإسرائيلية في عام 1999، حيث وجدت أن "الاستجواب القسري" للفلسطينيين كان منتشرًا على نطاق واسع، واعتبرته غير قانوني، رغم أنه مسموح به في بعض الحالات.

## خلفية
ووفقاً لليزا حجار [الإنجليزية] (2005) والدكتورة راشيل سترومسا، مديرة جمعية مناهضة التعذيب في السجون الإسرائيلية، فإن التعذيب كان سمة ثابتة للأساليب الإسرائيلية في استجواب الفلسطينيين. وعلى الرغم من حظرها رسميًا من قبل المحكمة العليا في عام 1999، إلا أن الاستثناءات القانونية، التي سمح بها المدعي العام الإسرائيلي، لا تزال قائمة.

## خلال سنوات الاحتلال الأولى
يمكن القول إن التقارير عن التعذيب كوسيلة لانتزاع الاعترافات بدأت في وقت مبكر من الاحتلال، على أساس الأدلة في العقد الأول. في يونيو 1977، زعمت صحيفة الصنداي تايمز أن التعذيب استخدم ضد السكان العرب في الأراضي المحتلة. في أوائل عام 1978 أرسلت ألكسندرا جونسون، الموظفة في القنصلية الأمريكية في القدس الشرقية، برقية تتضمن تفاصيل أدلة على أن السلطات الإسرائيلية تستخدم التعذيب بشكل منهجي ضد المشتبه بهم في الضفة الغربية في نابلس ورام الله الخليل والمسكوبية في القدس. وأشارت التقارير الأولية إلى تجريد المعتقلين من ملابسهم وإخضاعهم لفترات طويلة للاستحمام البارد أو التهوية بالهواء البارد. وتعليق الناس على خطافات اللحوم في الخليل ورام الله. وخلصت إلى أن التعذيب طُبق على ثلاثة مستويات متزايدة من سوء المعاملة، (أ) المستوى الأول: الضرب اليومي باللكمات والعصي؛ (ب) المستوى الثاني: غمر الضحية في الماء الساخن والبارد بالتناوب، وضرب أعضائها التناسلية، واستجوابها مرتين يومياً على مدى عدة ساعات؛ (ج) المستوى الثالث: فرق متناوبة من المحققين تعمل على التعامل مع شخص عارٍ رهن الاحتجاز باستخدام الأجهزة الكهربائية، والضوضاء الصوتية عالية التردد، والتبريد، والتعليق لفترات طويلة من اليدين أو القدمين، وإدخال أشياء في القضيب أو المستقيم. استخدم هذا المستوى الأخير مع أولئك الذين رفضوا في المستويات السابقة. ووصفت إسرائيل حينها هذه الادعاءات بأنها "قصص رعب رائعة". لكن رئيس الوزراء مناحم بيجن أمر سراً بالحد من استخدام أساليب الاستجواب العنيفة، وبعد ذلك انخفضت ادعاءات التعذيب على مدى السنوات العديدة التي تلت. وانتهت في أوائل الثمانينات.
وقال 78% من عينة مكونة من 40 معتقلاً في عام 1985 إنهم تعرضوا للتحرش الجنسي، وذكر 67% أنهم تعرضوا للإهانة على أسس دينية. وصرح نزلاء سابقون في مركز الاعتقال السري "معسكر 1391"، الذي لم يُعترف حتى بوجوده رسميًا، أن التحرش الجنسي، وحتى الاغتصاب، يشكل جزءًا من أساليب الاستجواب. أجريت أول دراسة مهمة من قبل أول منظمة غير حكومية فلسطينية، "الحق"، في عام 1986، والتي ركزت على الممارسات في مركز اعتقال الفارعة.

## خلال الانتفاضة الأولى وما بعدها
تشمل الأساليب الأخرى الشبح [الإنجليزية]، وهي ممارسة اعتقد 76% من الجمهور الإسرائيلي (1998) أنها شكل من أشكال التعذيب، لكن 27% فقط عارضوا استخدامها ضد الفلسطينيين. على سبيل المثال، قد يتمثل ذلك في إجبار الشخص على الجلوس على كرسي صغير جدًا، مع غطاء رأس فوق رأسه، وإجباره على الاستماع إلى موسيقى عالية. ويمكن أن يستمر، كما هو الحال مع امرأة واحدة، لمدة تصل إلى 10 أيام، ليلاً ونهارًا؛ ومن بين أساليب التعذيب أيضًا الضرب على أخمص أقدام المعتقلين (الفلقة)، أو إخضاعهم، أثناء حرمانهم من النوم، لمحاضرات لا نهاية لها حول موضوعات مثل: "كل العرب بدو، والبدو سعوديون،" لذلك يجب على الفلسطينيين العودة إلى المملكة العربية السعودية، من حيث أتوا، فأنتم لا تنتميون إلى هنا". تعصب العينين حتى لا يتمكن المشتبه به توقع متى سيتم ضربه. وفي الانتفاضة الأولى، باستثناء الضرب لفترات طويلة، كان من الممكن ان يتلطخ الأشخاص، ومنهم الأطفال، بالقيء أو البول، أو حبسهم في "تابوت"، أو تعليقهم من معصميهم. وحرمانهم من الطعام والماء أو الوصول إلى المراحيض، أو يتعرضون للتهديد باغتصاب أخواتهم أو زوجاتهم أو أمهاتهم. وقدمت شكوى عن استمرار الأساليب، بما في ذلك التعذيب، التي تمارس على الأطفال الفلسطينيين، حيث ذكرت منظمة العفو الدولية في عام 2018 أنه على الرغم من تقديم أكثر من 1000 شكوى بشأن هذه الممارسات منذ عام 2001، "لم تفتح أي تحقيقات جنائية".
وقد أفادت منظمات حقوق الإنسان على وجه التحديد عن تعذيب إسرائيل للقاصرين. خلال تقرير هيومن رايتس ووتش في عام 2002، تعرض أكثر من 300 قاصر فلسطيني للتعذيب من خلال الضرب والحرمان من النوم والغمر بالمياه المتجمدة. وذكرت جماعة حقوق الإنسان الإسرائيلية بتسيلم بالمثل في عام 2001 أن القاصرين الفلسطينيين كانت رؤوسهم مغطاة ويتعرضون للضرب المبرح وغيره من أشكال سوء المعاملة. وخلصت إلى أن هذه التقارير "ليست حالات معزولة أو سلوكًا غير عادي من قبل بعض ضباط الشرطة، ولكنها أساليب تعذيب اعتمدت في مركز الشرطة". عند تقديم الشكاوى إلى المسؤولين الإسرائيليين، أفادت بتسيلم أن "السلطات لم تبذل أي جهد جدي لمعالجة جذور المشكلة. ولم تقم بأي محاولة لمحاكمة ضباط الشرطة".
إحدى القضايا الكبرى، أخذ 20 رجلاً من بيتا وحوارة من منازلهم، وربط أيديهم وأرجلهم، ثم كسر أطرافهم بالهراوات، وهذه القضية وصلت في نهاية المطاف إلى المحكمة العليا الإسرائيلية. في عام 2017، لفت التعذيب المزعوم لفوزي الجنيدي، وهو صبي فلسطيني يبلغ من العمر 16 عامًا، أثناء الاحتجاز الإسرائيلي، أضواء وسائل الإعلام. وأدت قنبلة على جانب الطريق في عام 2019 أدت إلى مقتل فتاة إسرائيلية إلى قيام الشاباك بمطاردة ما يصل إلى 50 فلسطينيًا وتعرضهم لبعض أشكال التعذيب. نقل ثلاثة منهم إلى المستشفى، أحدهم يعاني من فشل كلوي و11 كسر في الأضلاع بينما كان الآخر "لم تتمكن زوجته من التعرف عليه تقريبًا عندما نُقل إلى قاعة المحكمة".

## ملحوظات
1. ↑  "وقالت اللوائح اللاحقة التي أصدرها المدعي العام آنذاك إلياكيم روبنشتاين [الإنجليزية] إن المحققين الذين استخدموا التعذيب مع ذلك لن يحاكموا إذا تمكنوا من إثبات أنه "من الضروري على الفور إنقاذ حياته أو حياة شخص آخر أو حريته أو ممتلكاته من خطر ملموس بحدوث ضرر جسيم"، وأنه "لم تكن هناك طريقة أخرى للقيام بذلك". ومع ذلك، نصت الأنظمة على أن كبار المسؤولين فقط هم الذين يمكنهم السماح باستخدام هذه الأساليب، وأن أي محقق يستخدمها يجب أن يحتفظ بسجل مفصل لعدد الضربات والأوضاع المؤلمة وجميع ما يسمى بالوسائل الخاصة الأخرى المستخدمة. كما يجب إبلاغ النائب العام بعد كل استخدام لهذه الأساليب."[4]
2. ↑  وفي حديثه عن إكمال الدورة التدريبية ليصبح ضابط مخابرات، قال أحد الأعضاء السابقين في الوحدة 8100 إن الدورة انتهت بأداء كامل للتظاهر بأنهم فلسطينيون، حيث صرخ الطلاب: "Enough with Palestine, we want to relocate to Australia!"[17]
3. ↑  وقد تكون إحدى الحالات، عندما أُجبرت امرأة فلسطينية على الخضوع لإجراءين متتاليين للتحقيقات المهبلية والشرجية خلال مداهمة ليلية واحدة نفذها جيش الدفاع الإسرائيلي حسب تعليمات الشاباك، وأمضت عامين في السجن لارتكابها مخالفات بسيطة، ثم أُعيد سجنها بسبب أنشطة "قومية"، ثم هربت أخيرًا إلى الخارج.[20]